# شهرستان یاردیملی
یاردیملی (به ترکی آذربایجانی: Yardımlı) بخشی در جنوب شرقی جمهوری آذربایجان و هم‌مرز با ایران در استان اردبیل و با مرکزی به همین نام است که در فاصله کمی از شهر گرمی قرار دارد.

## نگارخانه

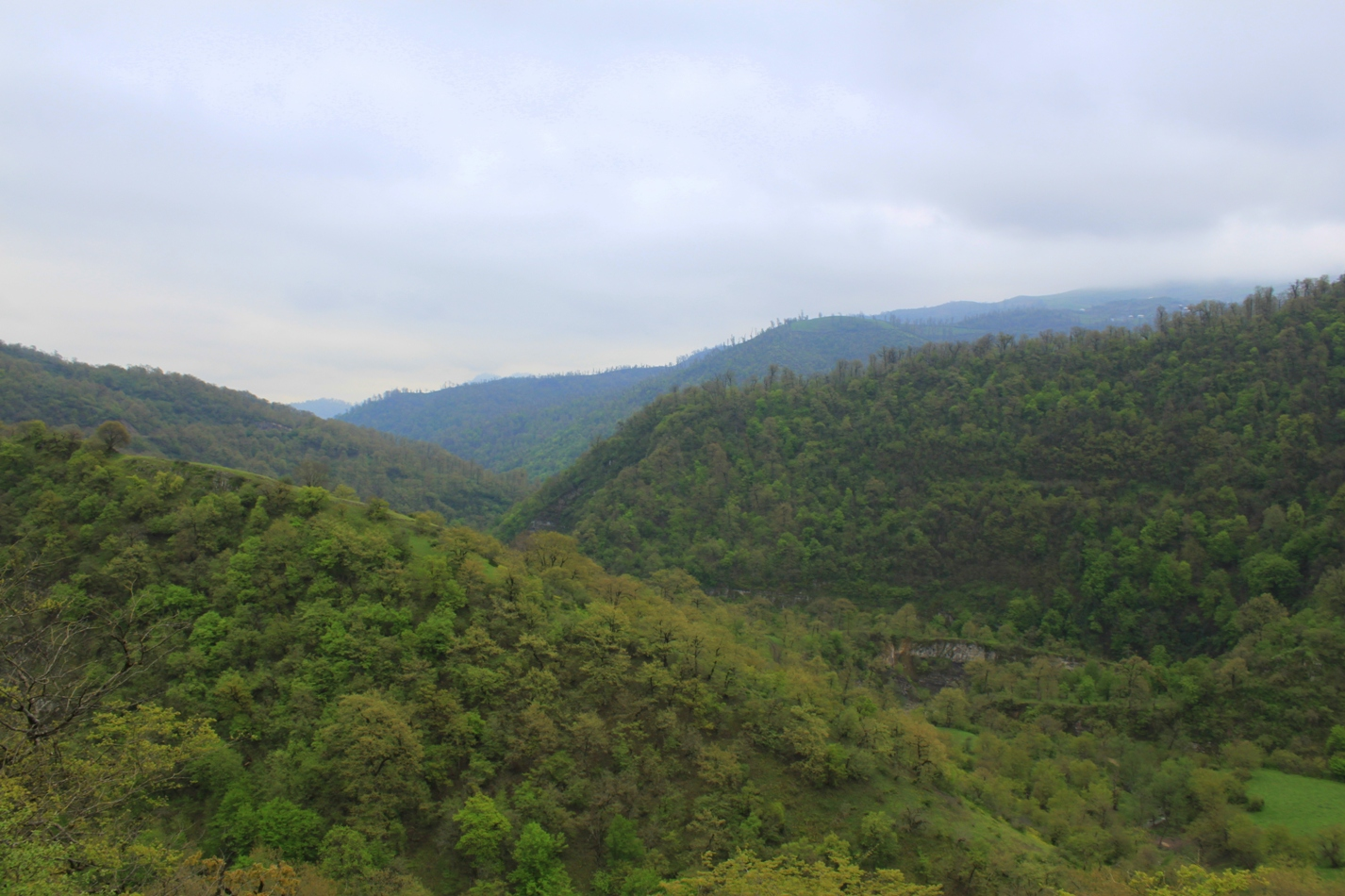
طبیعت یاردیملی